# Materassino a depressione

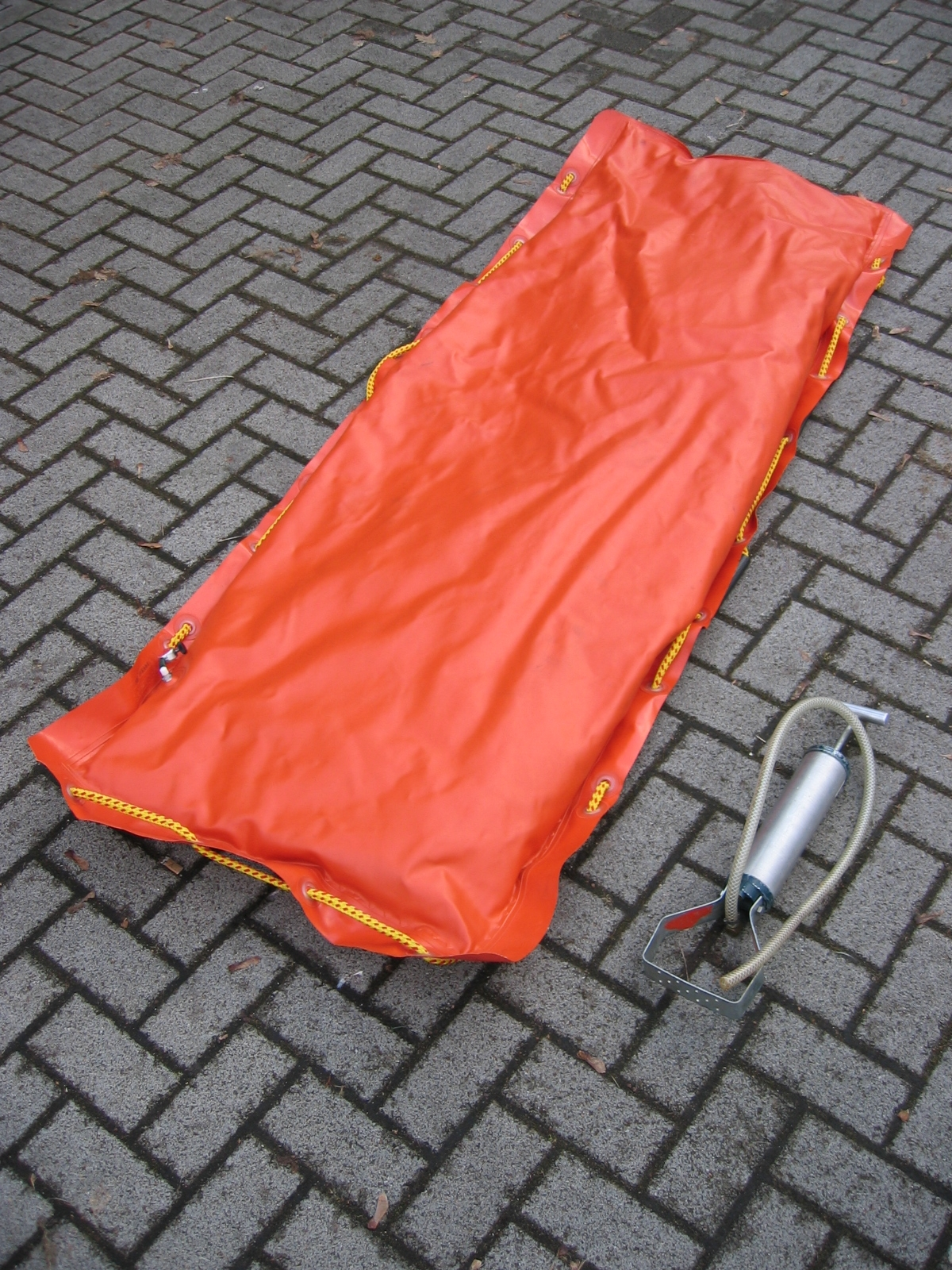
Un materassino a depressione con la pompa manuale

Il materassino a depressione è un presidio medico utilizzato nell'immobilizzazione e stabilizzazione spinale del paziente politraumatizzato nel soccorso extraospedaliero.
Il materassino a depressione è costituito da un contenitore esterno in resistente tessuto rivestito in PVC o nylon, da una valvola manuale dotata di ugello d'attacco della pompa a vuoto e da un'unica sacca interna colma di granulato (solitamente microsfere di polistirolo). Quando l’aria presente nella camera d'aria viene aspirata, il granulato si raggruppa in una sostanza condensata rendendo il materassino rigido e conformato all'anatomia del paziente accolto al suo interno. Prima che l’aria venga evacuata e durante l’operazione stessa, il materassino viene modellato attorno alla sagoma del paziente. Al termine dell'operazione quando tutta l’aria è stata evacuata si ottiene un ottimo supporto per il paziente. L'intero presidio è interamente radiotrasparente per garantire lo svolgimento di diagnostica per immagini senza la sua rimozione.
Rispetto all'immobilizzazione standard tramite tavola spinale, l'immobilizzazione ed il trasporto eseguito con l'uso del materassino risulta qualitativamente e quantitativamente superiore, riduce il discomfort percepito dal paziente, l'incidenza e la severità di ulcere da pressione in caso permanenza prolungata e l'incidenza dei sintomi quali gravità del dolore occipitale e lombosacrale.
Di contro la stabilizzazione spinale svolta tramite materasso a depressione richiede un tempo circa tre volte superiore rispetto all'impiego della tavola spinale, preferendone quindi il suo impiego in pazienti senza compromissioni tempo-dipendenti o lesioni potenzialmente letali.